# デカ戎橋ビル
デカ戎橋ビル（デカえびすばしビル）は、大阪府大阪市中央区宗右衛門町にある商業ビルである。

## 概要
道頓堀沿い戎橋の北東たもとに位置する商業ビルである。KPOキリンプラザ大阪の跡地に建設された。
2008年3月にキリンプラザ大阪を、キリンホールディングスおよびキリンエコーから、丸紅が出資する「戎橋開発特定目的会社」が取得した。建物は解体され、当ビルが新たな商業ビルラズ心斎橋（Luz Shinsaibashi）として開発され、メインテナントのH&Mが2010年3月6日にオープン、同年7月17日にグランドオープンした。
2013年にシンガポールの上場REITであるクリサス・リテール・トラストにより90億2,100万円により取得され、2014年6月1日にクリサス心斎橋（CROESUS心斎橋）に改称された。
2018年の公示地価は、1平米あたり1,580万円と、大阪府下の最高額となった。
2019年4月には住友商事が208億円で取得し、住友商事心斎橋ビルに改称された。
2021年4月、住友商事からドイツのデカ銀行（デカバンク）傘下のデカ・イモビリエンが取得した。同社が運用するオープンエンド型不動産ファンド「Deka-ImmobilienGlobal」に組み入れ予定である。名称はデカ戎橋ビルに変更された。

## アクセス
- Osaka Metro なんば駅・心斎橋駅
- 近鉄・阪神 大阪難波駅

## 入居者
- サンドラッグ 道頓堀店（1 - 3階）
- かっぱ寿司 戎橋店（4 - 5階）

### 以前のテナント
- H&M（1 - 3階）